# 霍韋亞諾斯
霍韋亞諾斯是古巴的城鎮，属馬坦薩斯省，始建於1842年，面積505平方公里，海拔高度45米，2004年人口58,685，人口密度為每平方公里116.2人。